# Hogna lacertosa
Hogna lacertosa là một loài nhện trong họ Lycosidae.
Loài này thuộc chi Hogna. Hogna lacertosa được Ludwig Carl Christian Koch miêu tả năm 1877.